# Hamweddel
Hamweddel là một đô thị thuộc quận Rendsburg-Eckernförde, bang Schleswig-Holstein.